# Эмертон, Джеймс Генри
Джеймс Генри Эмертон (англ. James Henry Emerton, 31 марта 1847, Сейлем — 5 декабря 1931, Бостон) — американский иллюстратор и натуралист, специализирующийся в области арахнологии.
Эмертон родился 31 марта 1847 года в Сейлеме, штат Массачусетс. С юности он собирал растения и беспозвоночных. В возрасте 15 лет он начал посещать Институт Эссекса, где познакомился со многими натуралистами. Поскольку он хорошо иллюстрировал работы А. С. Паккарда и других натуралистов, в 1870 году он был избран в Бостонское общество естественной истории. В 1873-74 годах он помогал музею, где готовил заметки для американских пауков Хенца. Затем Эмертон начал собирать пауков Новой Англии, вскоре собрав коллекцию из более чем 300 видов. В 1875 году он покинул Бостонское общество естественной истории и отправился в Европу. Там он провел некоторое время в Лейпцигском и Йенском университетах.
По возвращении Эмертон проиллюстрировал для Д. С. Итона «Папоротники Северной Америки» и для Паккарда в «Монографию геометрид». Позже он стал куратором Академии наук Пибоди. Примерно в 1980 году он провел некоторое время в Нью-Хейвене, помогая А. Э. Верриллу. Затем создавал модели головоногих моллюсков, за что был награжден медалью на Международном рыболовном конгрессе в Лондоне в 1882 году. Позже создал модели для медицинских школ и иллюстрации для многих натуралистов. Эмертон много путешествовал по Северной Америке и Карибскому бассейну, собирая пауков. До своей смерти он был секретарем Федерации обществ естественной истории Новой Англии.

## Таксоны названные в честь ученого
Среди таксонов, названных в честь Эмертона:
1. Emertonia Wilson, 1932 (веслоногие)
2. Autolytus emertoni Verrill, 1881 (полихеты)
3. Gymnobela emertoni Verrill & Smith, 1884 (брюхоногие)
4. Pleurotomella emertonii Verrill & Smith, 1884 (брюхоногие)
5. Turbonilla emertoni Verrill, 1882 (брюхоногие)
6. Polycerella emertoni Verrill, 1881 (брюхоногие)